# Polystachyinae
Sous-tribu
Les Polystachyinae sont une sous-tribu d'orchidées tropicales d'Afrique, d'Amérique et d'Asie.

## Liste des genres
- Hederorkis
- Polystachya (genre type)

## Publication originale
- (de) Rudolf Schlechter, Die Orchideen no 292, 1914.